# World Skate Oceania
World Skate Oceania è l'ente governativo degli sport rotellisitici in Oceania.
La confederazione è attualmente costituita da 2 nazioni membri e si occupa dell'organizzazione e gestione dei tornei delle varie discipline rotellisitiche.

## Discipline
Le discipline ufficialmente affiliate alla Confederazione sono le seguenti:
- Hockey su pista
- Hockey in linea
- Pattinaggio freestyle
- Pattinaggio artistico
- Pattinaggio corsa
- Skateboard
- Skiroll

## Membri
- Australia
- Nuova Zelanda